# Megaselia splendescens
Megaselia splendescens är en tvåvingeart som beskrevs av Rudolf Beyer 1965. Megaselia splendescens ingår i släktet Megaselia och familjen puckelflugor. Inga underarter finns listade i Catalogue of Life.